# 735
733 (DCCXXXV) fue un año común comenzado en sábado del calendario juliano, en vigor en aquella fecha.

## Acontecimientos
- Abjasia adquiere su independencia, la cual se mantiene hasta el siglo XV.
- Epidemia de viruela en Japón.
- 3 de julio: Un devastador terremoto sacude Armenia dejando 10.000 muertos.

## Nacimientos
- Alcuin, misionario y obispo (fecha aproximada) (muere en el año 804).

## Fallecimientos
- 27 de mayo, Beda el Venerable.